# AUSROCK IV
O AUSROC IV é um projeto de foguete espacial australiano que faz parte da etapa final do Programa AUSROC e que consiste de cinco AUSROC IIIs, quatro para o primeiro estágio e um para o segundo estágio.
O AUSROC IV tem a intenção de colocar um pequeno satélite (de até 35 kg), em uma órbita baixa da Terra.